# Karl Küchlin
Karl Küchlin (* 29. Mai 1864 in Lörrach; † 30. Juli 1935 in Basel) war ein deutsch-schweizerischer Unternehmer, Theaterdirektor und Mäzen.

## Leben
Karl Küchlin war ein Sohn des Johann Küchlin und der Katharina Müller, er stammte aus einer Familie, die jahrhundertelang in Wolfenweiler ansässig war, dort ein Weingut betrieb und zeitweise in Lörrach eine Brauerei mit Gastronomie besaß. Mit 13 Jahren verwaist, wuchs er als gleichaltriger Ziehbruder des später berühmten Künstlers Max Laeuger in Lörrach auf, dessen gegenüber wohnende Familie sich sozial engagierte. Karl Küchlin benutzte später das Wappen des ausgestorbenen Breisgauer Rittergeschlechts derer von Küchlin (Namensgeber des heutigen Ortsteils Kiechlinsbergen von Endingen am Kaiserstuhl und der Küchlinsburg in Waldkirch), von denen abzustammen er überzeugt war.
Er besuchte das heutige Hebel-Gymnasium Lörrach nicht bis zum Abschluss, sondern ging, was damals in Lörrach nicht selten war, in die Schweiz, wo er ein „strebsamer Schüler und Kadett“ der École industrielle in La Chaux-de-Fonds war und das Fleischerhandwerk erlernte. Er fand eine erste Stelle in Genf, wanderte über Lyon, Dijon nach Paris. Darauf folgten Le Havre und Trouville-sur-Mer. Ob er sich dann auf einem französischen Handelsschiff nach Hamburg verdingte, ist nicht nachgewiesen. Von dort ging er nach Berlin, wo er kurze Zeit arbeitete. Dort lernte er seine spätere Frau kennen, mit der er nach Freiburg zurückkehrte. Später besuchte er die Weltausstellung Paris 1900, auf der unter anderem sein Ziehbruder Max Laeuger ausstellte. Dokumentiert ist auch eine Reise Küchlins nach Indien und China zu Beginn des 20. Jahrhunderts.
Karl Küchlin war beruflich auf verschiedenen Gebieten tätig. Er produzierte Fleisch- und Wurstwaren, baute Bierhallen und später Varietétheater und war Teilhaber des Circus Sarrasani. Er entwickelte neben geschäftlichen auch künstlerische Interessen, wie seine Arbeit als Theaterdirektor und seine Haltung als Kunstmäzen zeigen. Das Basler Stadtbuch berichtete über seinen Tod 1935: „Karl Küchlin-Länger (71-jährig), Erbauer des Varieté-Theaters ‚Küchlin‘, vorher langjähriger Leiter des ‚Cardinal‘, der Begründer der Varietékunst in Basel, auch ein international angesehener Kenner des Artistentums“.
Küchlin war mit der Berlinerin Charlotte Länger verheiratet und hatte eine Tochter, Elise (1894–1988), die unverheiratet blieb und sich, wie ihr Vater, als Mäzenin für Kunst und Kultur einsetzte. Die Familie wanderte 1919 aus Lörrach in die Schweiz aus und lebte in Basel sowie im Sommer in der von Karl Küchlin erbauten Villa Küchlin in Horben bei Freiburg.

## Küchlins Anfänge in Freiburg und Basel

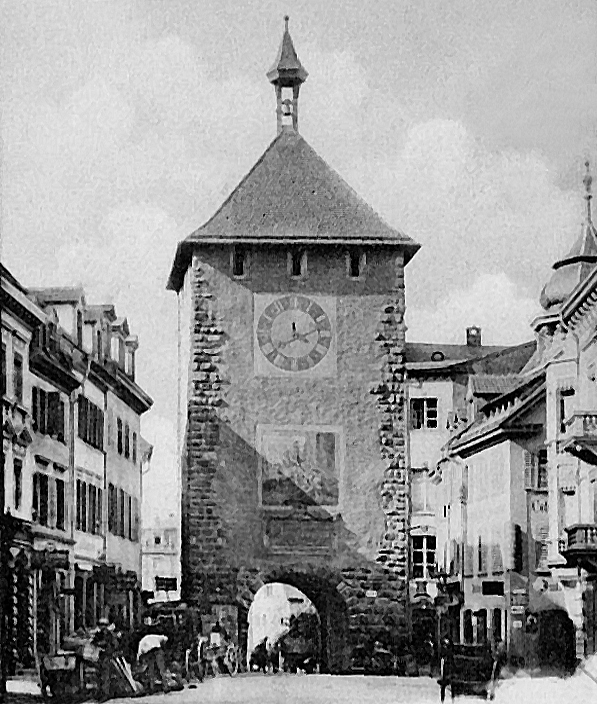
Martinstor, Stadtseite, vor dem Umbau, ca. 1900

Karl Küchlin war schon mit 21 Jahren in der Lage, sein Elternhaus und die elterliche Brauerei in Lörrach zurückzukaufen, wo er eine „Bayerische Bierhalle“ eröffnete. 1888 verkaufte er das Anwesen an die Löwenbrauerei (Louis Sinner) im Freiburger Stadtteil Stühlinger. Ende der 1880er-Jahre führte er kurze Zeit eine Schlachterei bzw. Fabrik für Fleisch- und Wurstwaren in Berlin, wurde aber schon 1889 Einwohner von Freiburg, wo er das „elegante und sehenswerte“ Restaurant Krokodil mit Freiburgs einzigem Billardsaal und integriertem Café Nil' (Ecke Albertstraße und heutiger Stefan-Meier-Straße, im Zweiten Weltkrieg zerstört) führte. Auch war er in den 1890er-Jahren Besitzer des Colosseum (Varieté-, Theater- und Veranstaltungssaal) in Freiburg beim Martinstor. Dort wurde im Rahmen der damals modischen Völkerschauen zum Beispiel ein Affe „als Gentleman gekleidet“ gezeigt, der sich dazu noch „zwei Glas Portwein gut munden“ ließ. Das war eine „große Sensation“ und die beste Werbung für die allabendlichen Vorführungen im Colosseum. Auch mit Völkerschaudarstellern wurden teils ähnlich werbewirksame Stadtbesuche in Freiburg durchgeführt. Da seine Tochter 1894 noch in Freiburg geboren wurde, ist anzunehmen, dass er damals noch dort lebte, zugleich erwarb er in diesem Jahr Grundbesitz in Horben bei Freiburg.
Am 1. Oktober 1900 wurde in Basel das „Cardinal“ als erstes „Grossvarietétheater“ mit Restaurationsbetrieb in Basel eröffnet (Freie Strasse 36/Falknerstrasse 11, Eigentümer: Brauerei Cardinal). Küchlin war der Unternehmer und alleinige Direktor. Auch im Basler Cardinal wurde ein vielfältiges Programm mit Künstlerinnen und Künstlern aus dem In- und Ausland gezeigt, die sonst nur in Zirkussen zu sehen waren. Zum Abschluss der Programme wurden bereits Filme vorgeführt. Das Theater genoss einen ausgezeichneten Ruf. Das Programm stellte Küchlin selbst zusammen, es enthielt auch Opern und Operetten. Aufgrund von Streitigkeiten über die Höhe der Miete, aber auch, weil das große Zuschauerinteresse einen Ausbau erfordert hatte, sah sich Küchlin ab 1905 nach einem anderen Standort um. 1909 konnte er auf dem Grundstück (Steinenvorstadt Nr. 55/57) einen Theater-Neubau nach seinen Vorstellungen errichten.

## Das Küchlin-Theater in Basel

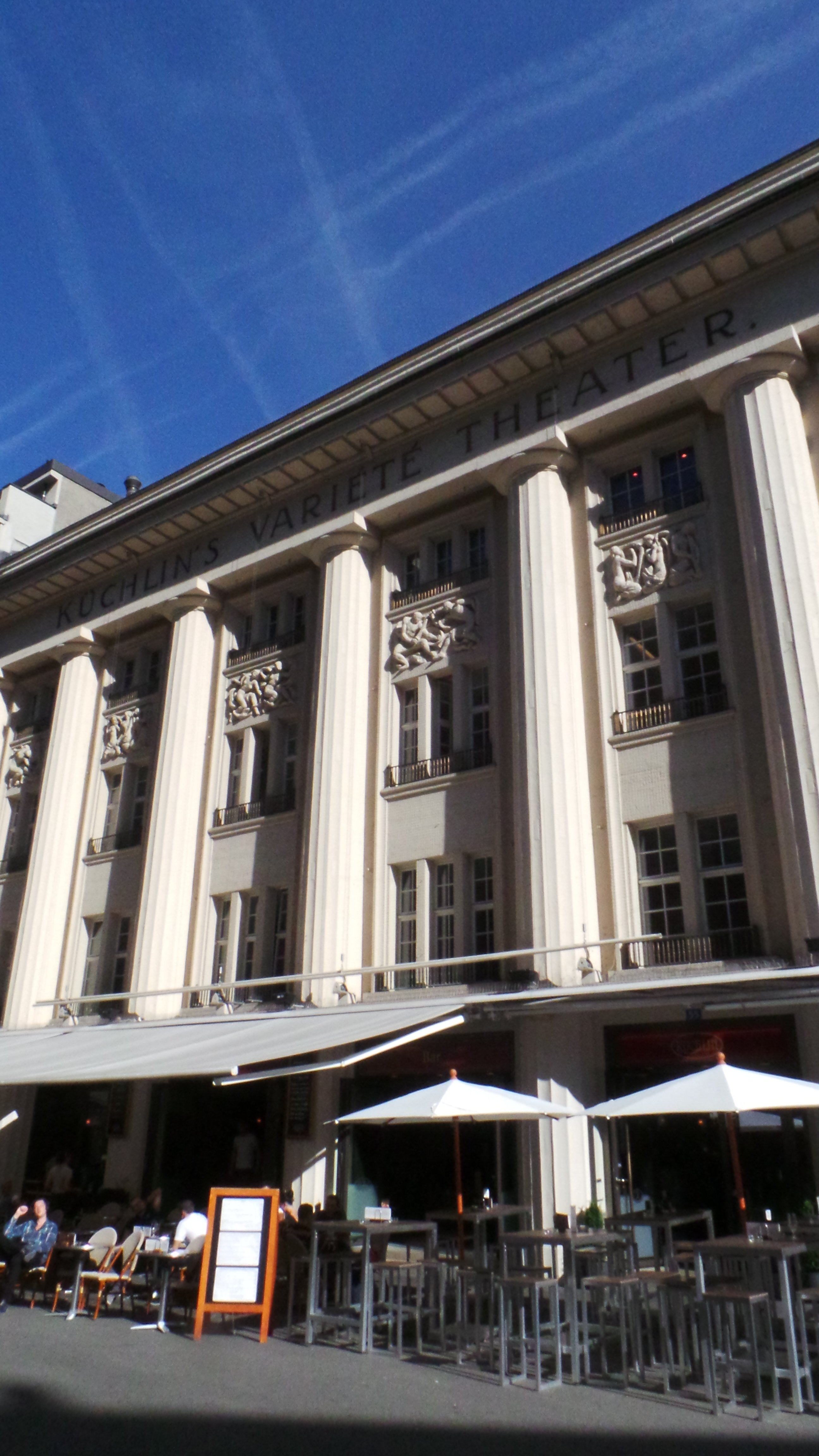
Das Küchlintheater in Basel, heutige Außenansicht

Das Küchlin-Theater im Jugendstil ist ein vom Architekturbüro Adolf Widmer, Emanuel Erlacher und Rudolf Calini erstelltes Pionierwerk des Eisenbetonbaus mit einer bemerkenswerten Einheit aus Gestaltung und Konstruktion. Der Entwurf der Fassade und der wertvollen Innenausstattung mit hervorragender Akustik stammt von Max Laeuger, das Fries an der Fassade von Karl Albiker, einem Schüler von Auguste Rodin. Das hufeisenförmige Theater mit zwei Rängen hatte ursprünglich 1500 Plätze. Bei der Bühne befanden sich auch Stallungen und Rampen für kleine und große Tiere.
Die Fassade und der große Saal des Küchlin wurden 2002/2003 durch den Kanton Basel-Stadt unter Denkmalschutz gestellt. In einem Rechtsstreit über die Berechtigung dieses Aktes stellte das Bundesgericht fest, das Theater sei ein bemerkenswerter Bau in der Steinenvorstadt und das Varietétheater eines der ältesten heute noch bestehenden der Schweiz. Eine große Bedeutung habe auch die Innengestaltung wegen der Art und Weise, wie das klassische Rangtheater aufgegriffen und der anspruchsvolle Jugendstildekor dem Spielzweck des Gebäudes angepasst wurde. Im Küchlintheater war auch eine Kinoorgel aus der Freiburger Werkstatt M. Welte & Söhne eingebaut.

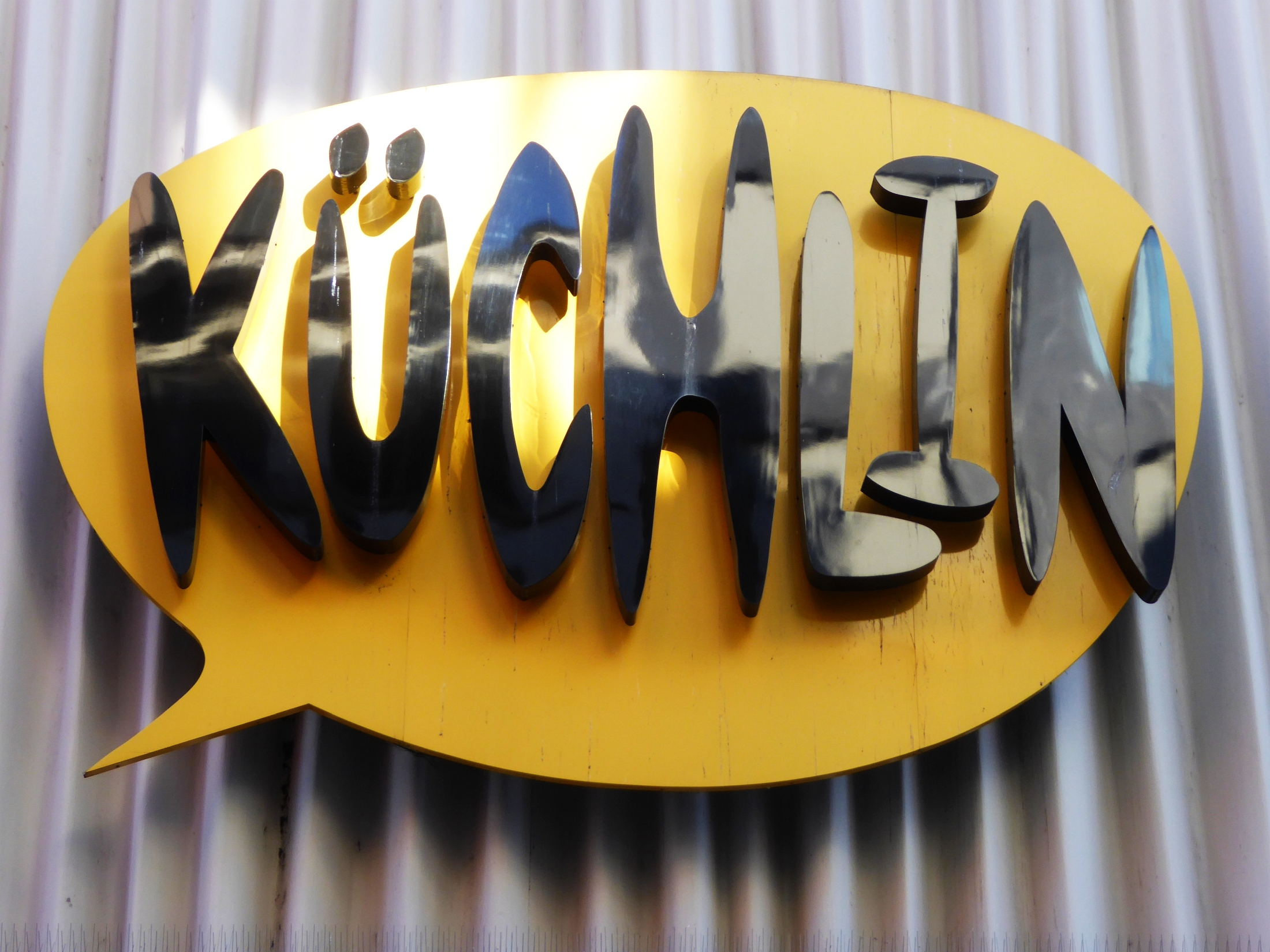
Pathé Küchlin, Steinenvorstadt.

Im Küchlintheater fanden ab 1912 ganzjährig glanzvolle Revuen mit internationalen Artisten, Varietéstars und kinematografischen Vorführungen statt. Hinzu kamen Schauspiel-, Opern-, Operetten- und Ballettaufführungen. Schon 1914 begannen dort die Vorveranstaltungen Drummeli der Basler Fasnacht. Küchlins Programm fand großen Anklang, und auch die Behörden waren ihm wohlgesinnt. Ab 1918 hatte Küchlin mit finanziellen Schwierigkeiten zu kämpfen, die ihn dazu brachten, sein Lebenswerk in eine Aktiengesellschaft umzuwandeln und das Theater zu verpachten. Gleichzeitig übergab er die künstlerische Leitung an Joseph Adelmann und zog sich aus dem Geschäft zurück. Rudolf Bernhard und Fredy Scheim feierten ihre ersten großen Erfolge im Küchlin-Theater. Dort fand z. B. die Uraufführung der 1924 entstandenen Komödie Das Haus in Montevideo von Curt Goetz statt. Maurice Chevalier trat im Küchlin auf und Josephine Baker soll mitten im dazugehörigen Restaurant ihren Liebhaber geohrfeigt haben, weil er mit einer Serviertochter flirtete – sie sandte zum 20-Jahrjubiläum eine Grußbotschaft in Anlehnung an eines ihrer erfolgreichsten Chansons: „J’ai deux amours en Suisse, c’est Bâle et son Küchlintheater“. Von den Baslern liebevoll „Kiechli“ genannt, war es in den zwanziger und dreißiger Jahren in ganz Europa als eines der besten und schönsten Varieté-Theater bekannt.
Die Basler Bevölkerung behielt den liebenswerten Theatergründer als „Papa Küchlin“ in Erinnerung. 1933 schrieb das Organ der Varietéwelt: „Es gibt wohl nur wenige Artisten von Weltruf, die nicht mit Stolz noch heute erzählen von der schönen Zeit bei ‚Papa Küchlin‘“. Er sei „einer der Menschen, von denen man sagen kann, daß sie keine Feinde oder Neider besitzen“. Das Küchlintheater wurde nach einer wechselhaften Theatergeschichte in den letzten Jahrzehnten nur noch als Kino „Pathé Küchlin“ genutzt. 
Das Kino mit 2300 Plätzen in 8 Sälen schließt als letztes Lichtspielhaus der Steinenvorstadt auf Ende Juni 2023 seine Pforten.

## Der Friedrichshof in Horben

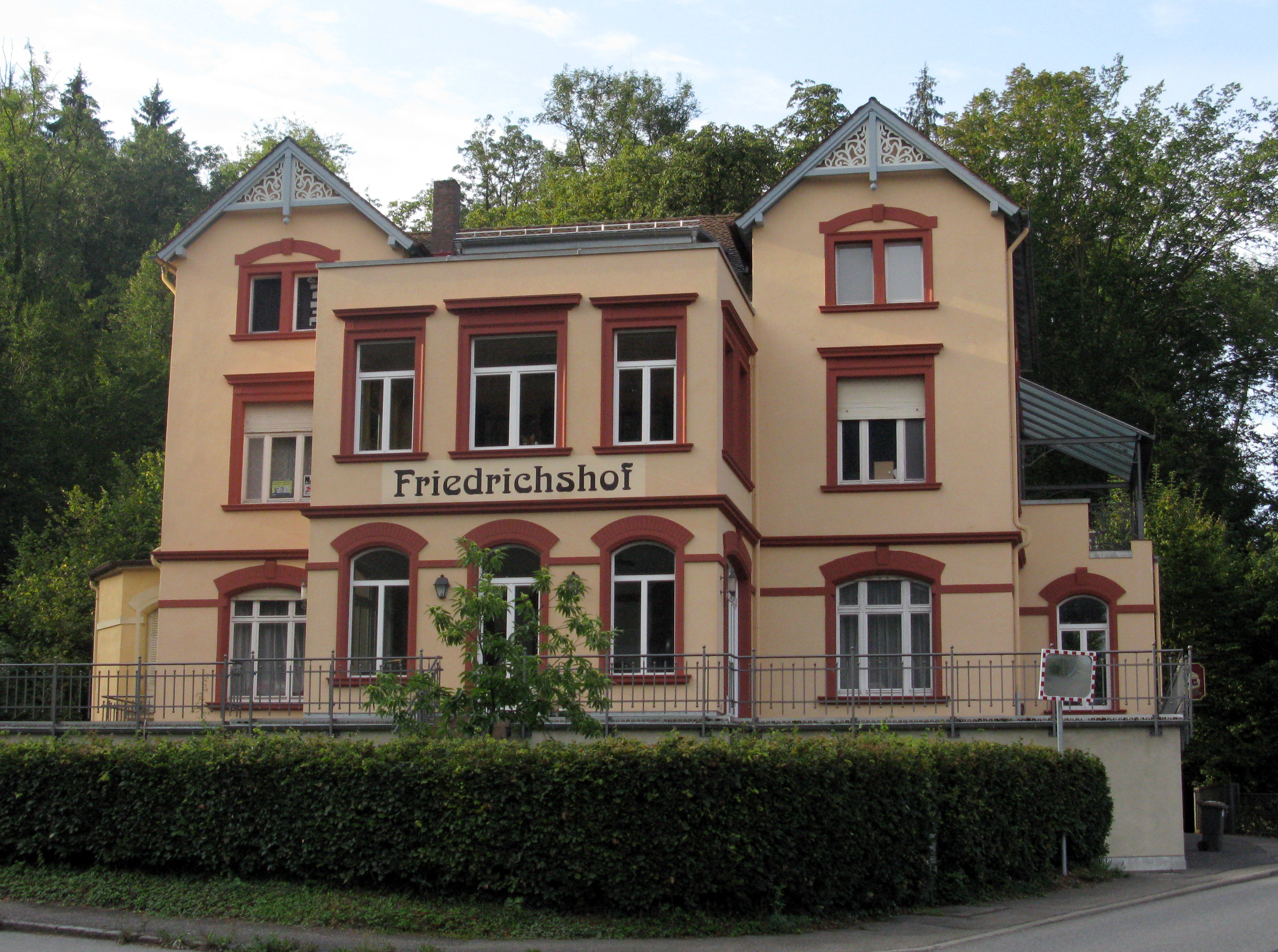
Der Friedrichshof in Horben

In einem Brief der Gemeinde Horben von 1908 wird berichtet, Küchlin habe sich „seit 1894 im Bohrertal angesiedelt und fördernd auf die ganze Gegend gewirkt und ein bedeutendes Vermögen bei uns in seinen vielseitigen Unternehmungen angelegt“. Möglicherweise waren ihm die historischen Beziehungen des Adelsgeschlechts Küchlin zu Horben bekannt, als seine Wahl auf Horben fiel. Als 1895/1896 die neue Schauinslandstraße eröffnet wurde, hatte er an der Gabelung nach Horben das Hotel Friedrichshof (benannt nach Großherzog Friedrich I.) mit Gartenwirtschaft durch einen nicht bekannten Architekten erbauen lassen. Das Hotel erfreute sich zunächst wegen seiner günstigen Lage und der angenehm schattigen Gartenwirtschaft großer Beliebtheit. 1921 verkaufte Küchlin es mangels Rentabilität an die Josefine und Eduard Portheim-Stiftung für Wissenschaft und Kunst in Heidelberg. Bereits 1925 erwarb die Stadt Freiburg das Gebäude und betrieb dort bis 1937 ein Kindererholungsheim. Wenn Küchlin in Horben weilte, verwöhnte er die kleinen Insassen mit Schweizer Schokolade. Nach dem Zweiten Weltkrieg fand dort das ausgebombte Mütter- und Säuglingsheim des Evangelischen Stifts Aufnahme bis 1963. Danach zogen das Amt für Zivilschutz und der Bundesverband für Selbstschutz in das Gebäude ein. Heute wird es privat genutzt.

## Das Projekt Villensiedlung im Bohrertal, Horben

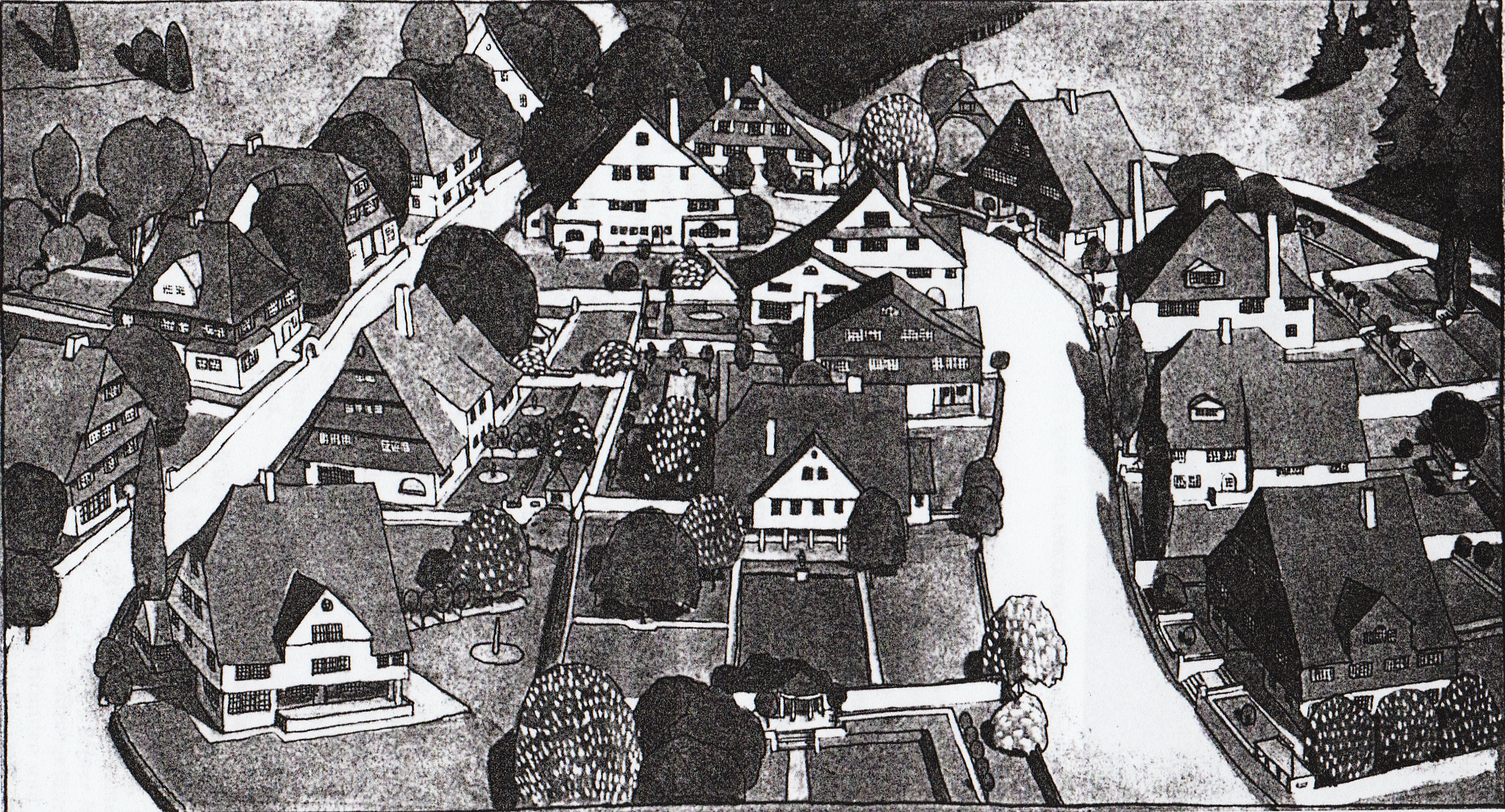
Projekt Villensiedlung Bohrertal in Horben, Bebauungsmodell von Max Laeuger, 1907
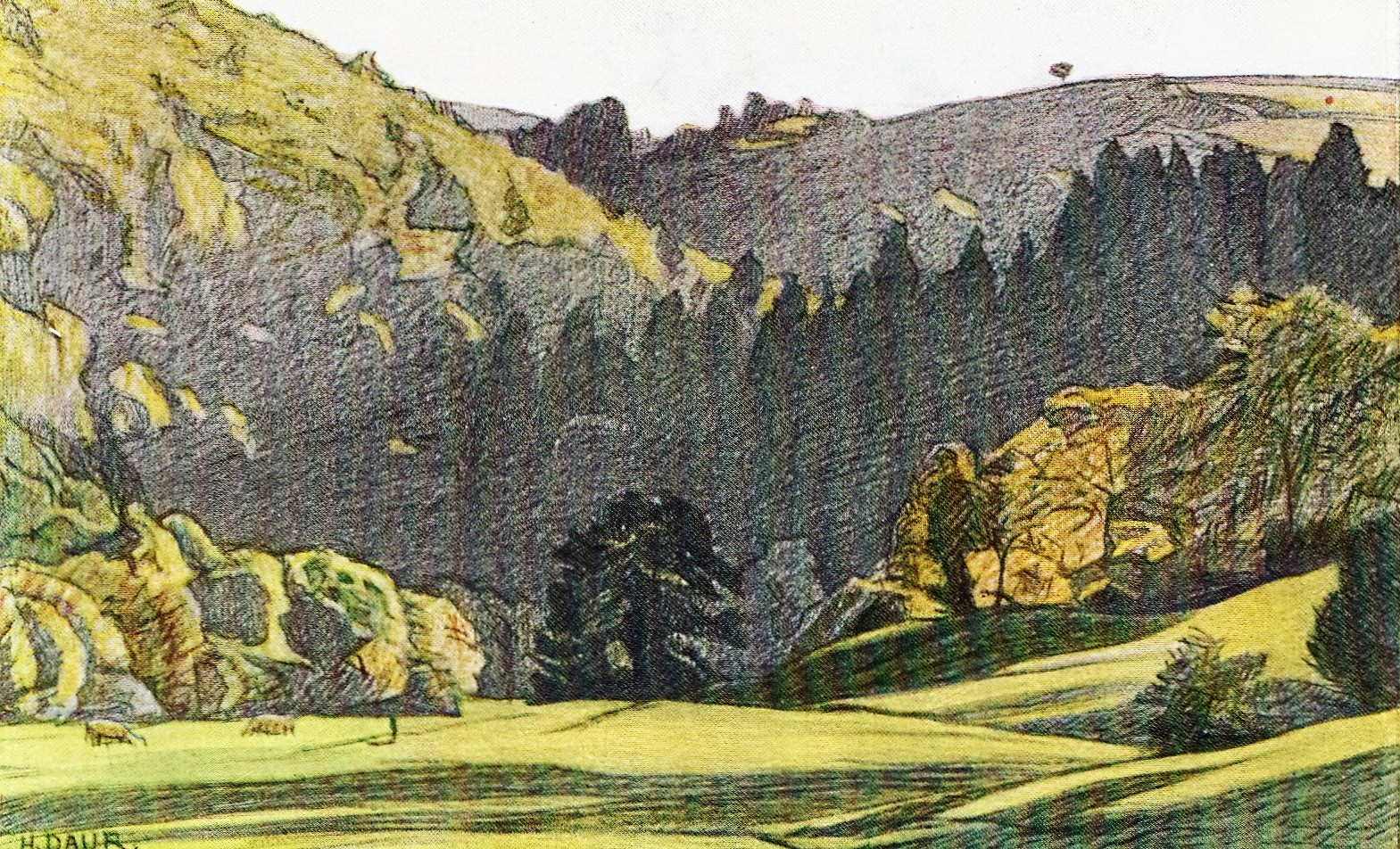
Hermann Daur, Postkarte Küchlin'sches Gelände Bohrertal, Horben
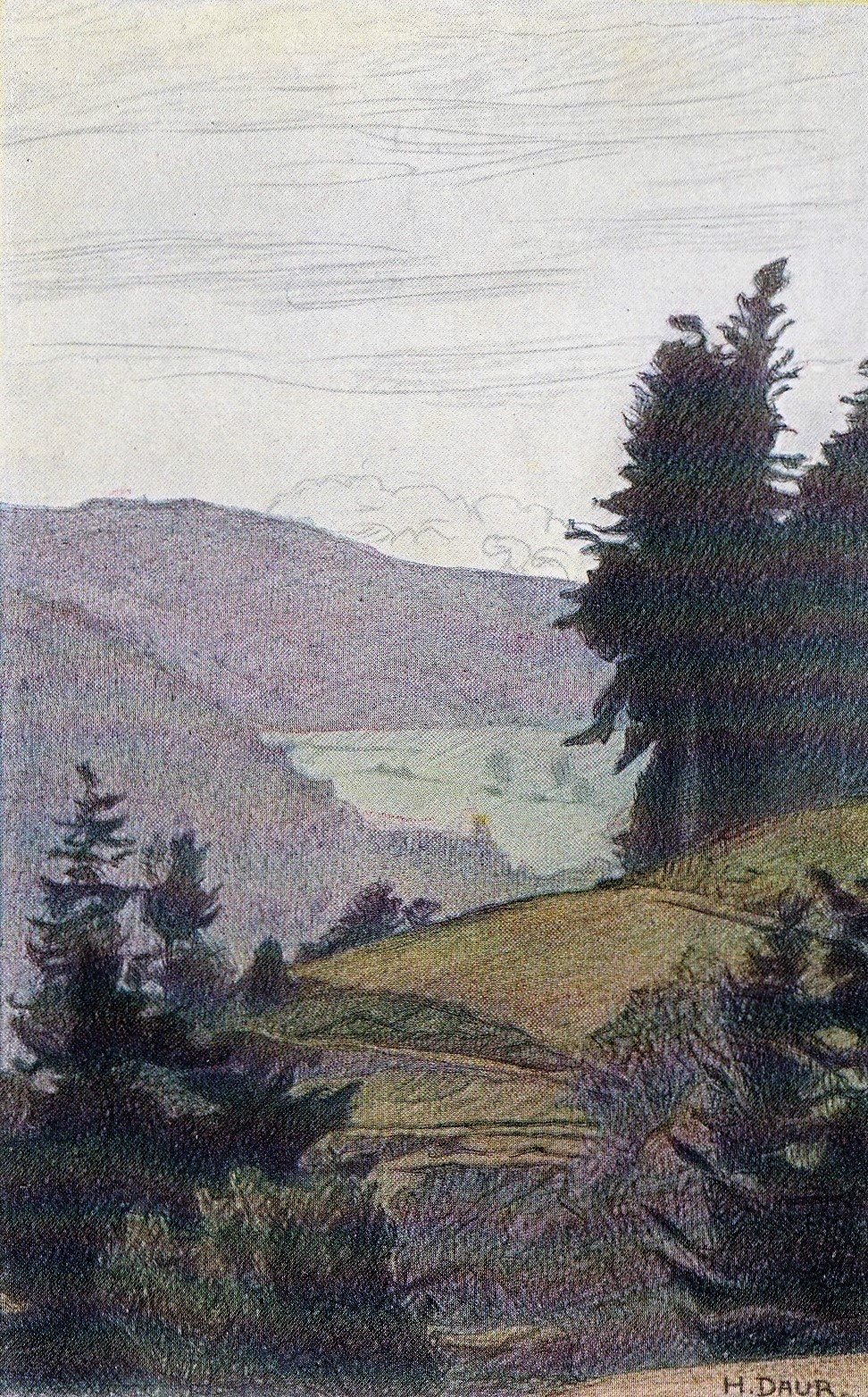
Hermann Daur Naturpark z. Villenansiedlg. Küchlin'sches Gelände Bohertal, Horben, Blick n. Holzschlägermatte, Postkarte 1913
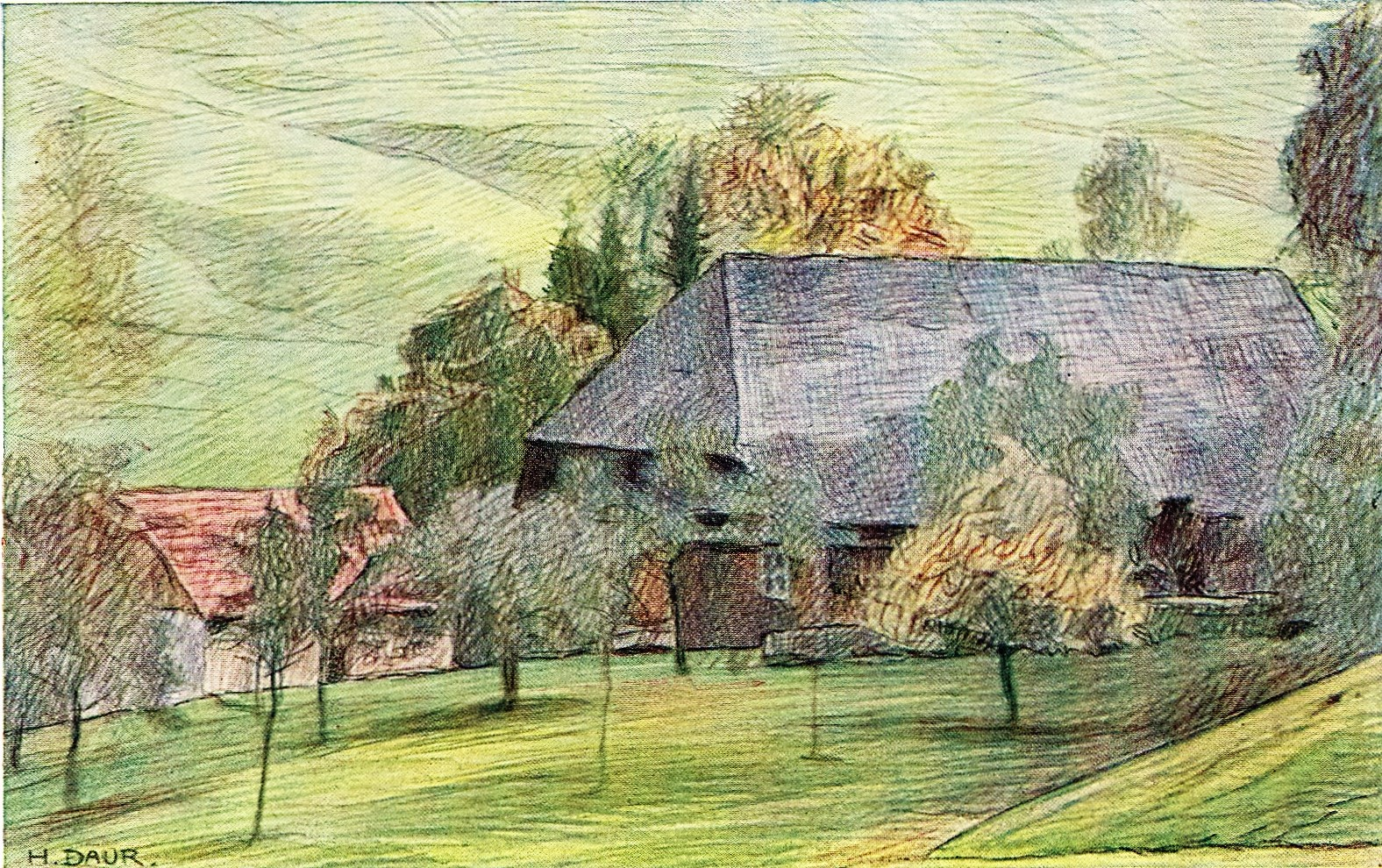
Hermann Daur Elektr.Werk z. Villenansiedlung Küchlin'sches Gelände Bohrertal, Horben, Postkarte 1913
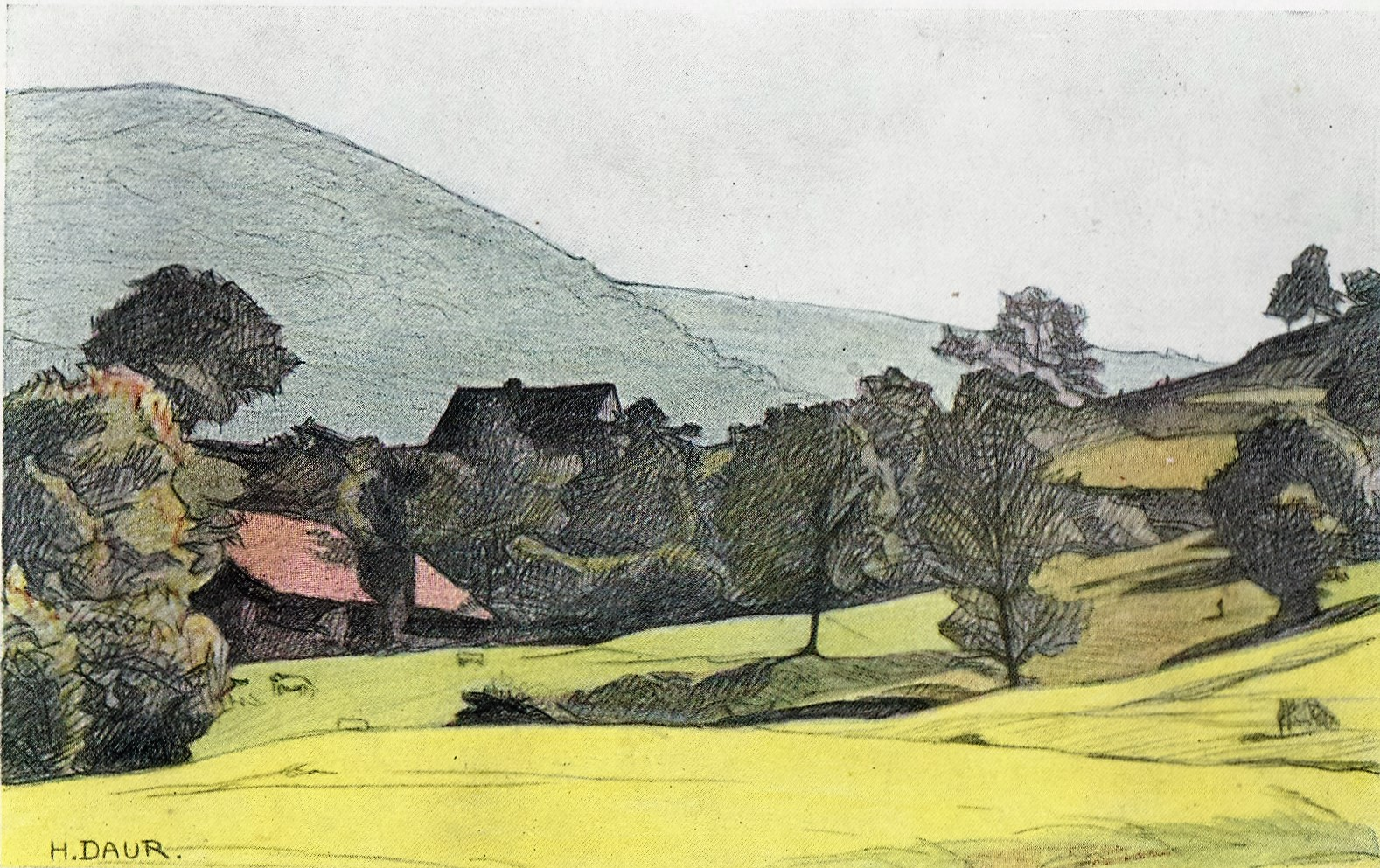
Hermann Daur Ausblick vom Naturpark Bohrertal Villenansiedlung Küchlin'sches Gelände, Horben, Postkarte 1913
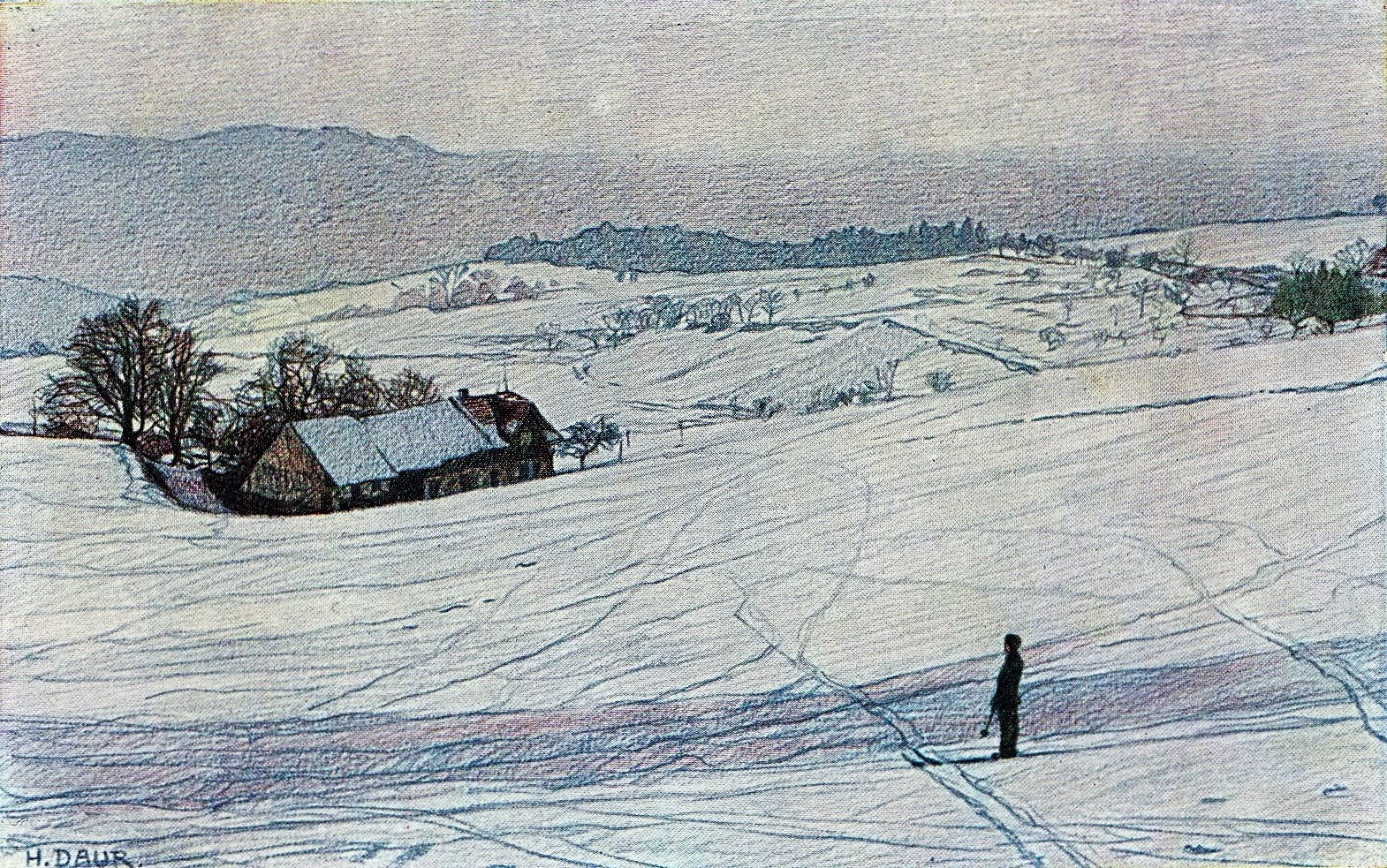
Hermann Daur Skifeld zur Villenansiedlung Küchlin'sches Gelände Bohrertal, Horben, Postkarte 1913

Schon vorher hatte Küchlin vom Eigentümer des Bläsihofes in Horben-Langackern die bis heute zur Villa Küchlin gehörenden Flächen (25 ha) sowie Quellrechte erworben, mit dem Ziel, eine Villensiedlung auf der „Großmatte“ im Bohrertal zu errichten. Er hatte dazu eine private Wasserleitung vom oberen Bohrertal zum Friedrichshof bauen lassen. 1904 ließ Küchlin durch Max Laeuger ein Modell und Zeichnungen der Villensiedlung anfertigen. Diese Planung bezeichnete Hilde Spenger als eine „günstige Verbindung ästhetischer und praktischer Vorteile“. Das Ganze bilde bei aller individuellen Durchbildung bis ins Einzelne doch einen einheitlichen und durchaus selbstständigen Organismus. Dazu gehörte auch ein Parzellierungsplan von 1909 für eine Bebauung mit 35 Villen, eine „Bauordnung“ und Werbematerial. Küchlin beauftragte den aus Lörrach-Stetten stammenden Maler Hermann Daur, sein Areal in Aquarellen darzustellen und ließ als Werbematerial 1913 von diesen Motiven Postkarten drucken. In einem Werbeprospekt für die Villensiedlung wird der Freiburger Oberbürgermeister Otto Winterer mit dem Ausspruch zitiert: „Günterstal ist das Paradies, das Bohrertal aber der Himmel der Breisgaumetropole Stadt Freiburg im Breisgau.“ Die Villensiedlung scheiterte am Krieg und – trotz Unterstützung durch die Gemeinde – am Landschaftsschutz.

## Die Villa Küchlin in Horben

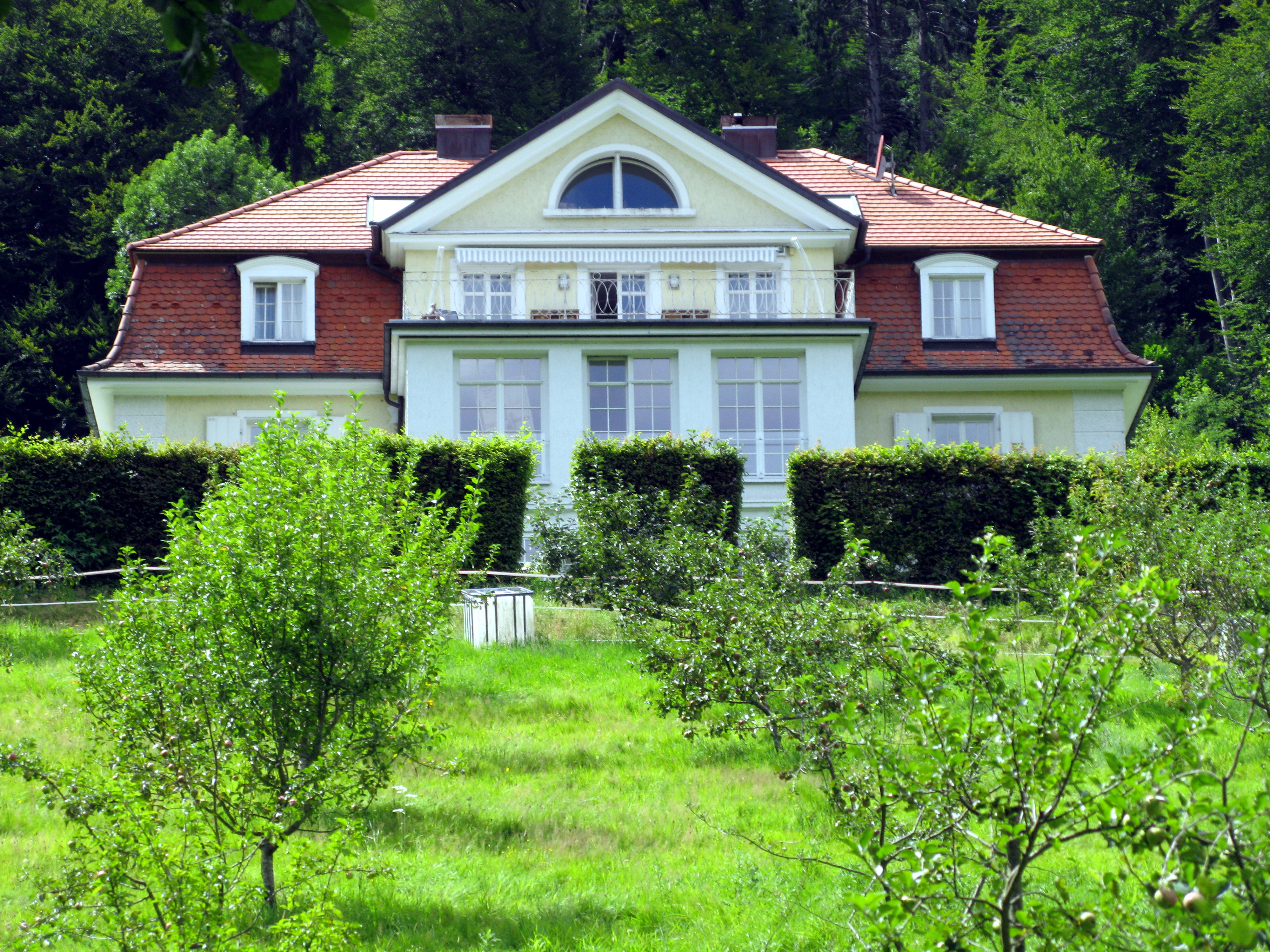
Villa Küchlin

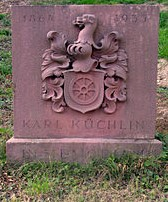
Gedenkstein Karl Küchlin mit Wappen, Villa Küchlin

Inmitten seines im Landschaftsschutzgebiet liegenden Grundbesitzes durfte Küchlin 1923 noch seine Sommerfrische, die 'Villa Küchlin', errichten. Max Laeuger entwarf ein schlichtes, wohlproportioniertes Landhaus mit zwei Nebengebäuden in neoklassizistisch-neobarockem Stil sowie eine weitläufige Parkanlage am Westhang des Bohrertales. Der größte Teil des Parks wurde seit den 1970er Jahren in Wald umgewandelt. Vor dem Eingang der Villa befindet sich ein Gedenkstein für ihren Erbauer mit dem Wappen der Ritter von Küchlin. An ihn erinnert auch die Bushaltestelle Küchlin an der L 124 (Schauinslandstraße). Heute wird auf dem Landsitz durch die Freiherren Droste zu Hülshoff Land- und Forstwirtschaft (u. a. Schauinsland-Lamas). und die Destillerie Baron Droste Hülshoff-Badische Lösung betrieben. Außerdem ist dort der Sitz der Stiftung Libertas per Veritatem. und des Verlages LPV Hortense von Gelmini.

## Tochter Elise Küchlin
Einziges Kind von Karl Küchlin und Charlotte Länger war die in Freiburg geborene und in der Schweiz erzogene Elise Küchlin (1894–1988). Sie blieb unverheiratet und erbte von ihrem Vater dessen Immobilienbesitz in Basel und Horben. Sie war hochgebildet und wirkte als Mäzenin, unter anderem für den Genfer Biochemiker Nicolas Andrianoff (1887–1957), an den eine Gedenktafel vor ihrer Villa Küchlin erinnert. Ihr Patensohn war der schweizerisch-US-amerikanische Physiker Hermann Grunder. Seit 1966 war sie mit der jungen Dirigentin Hortense von Gelmini befreundet, deren Orchestra Gelmini sie ideell und materiell förderte und der sie 1988 ihre Villa Küchlin vererbte.